# Svojkov
Svojkov (deutsch Schwoika) ist eine Gemeinde des Okres Česká Lípa in der Region Liberec im Norden der Tschechischen Republik. Sie liegt südlich des Lausitzer Gebirges an der Straße von Nový Bor (Haida) nach Mimoň (Niemes) und am Fuße des Berges Tisový vrch.

## Geschichte
Der Ort wurde im 12. Jahrhundert vom Herren Svojek gegründet. Der 1370 erstmals erwähnte Burgherr war Jan Ješek von Svojkov. Der bedeutendste Landsmann war Jan von Chlum, genannt Kepka, der Jan Hus nach Konstanz zum Kirchenkonzil begleitete.
Verwaltungstechnisch bildete Schwoika ab der Mitte des 19. Jahrhunderts eine Gemeinde im Gerichtsbezirk Haida bzw. im Bezirk Böhmisch Leipa.

## Gemeindegliederung
Für die Gemeinde Svojkov sind keine Ortsteile ausgewiesen. Grundsiedlungseinheiten sind Nové Domky (Neuhäusel) und Svojkov (Schwoika). Zu Svojkov gehören außerdem die Weiler Malý Bor (Kleinhaida) und Plesa (Plesse).

## Sehenswürdigkeiten
Das Schloss wurde von František Adam von Knobloch in den Jahren 1650–1664 errichtet. Von 1750 bis 1945 gehörte das Schloss dem Geschlecht Kinský. Seit 1945 wurde es als Rentnerheim genützt. Im Jahre 1958 brannte es nieder. Inzwischen wurde es rekonstruiert und dient als Hotel.
In unmittelbarer Nachbarschaft beginnt der etwa 15 Minuten lange Weg durch den Modlivý důl (Betgraben), der zu einer Kapelle führt, die im Jahre 1836 vom Bildhauer A. Wagner in einen Sandsteinfelsen gehauen wurde. Vorher stand an dieser Stelle eine Holzkapelle, zu der bereits im Jahr 1772 die erste Prozession aus Česká Lípa durchgeführt wurde. Auf Veranlassung der Gräfin Kinský wurde die Felsenkapelle Modlivý důl im Jahre 1903 in eine Lourdesgrotte mit der Statue der Gottesmutter Maria umgestaltet. Heute findet hier an jedem 1. Mai eine Wallfahrtmesse zur Eröffnung des Mariamonats statt.
Im Ort befindet sich die Kirche des Heiligen Wenzel von 1726.

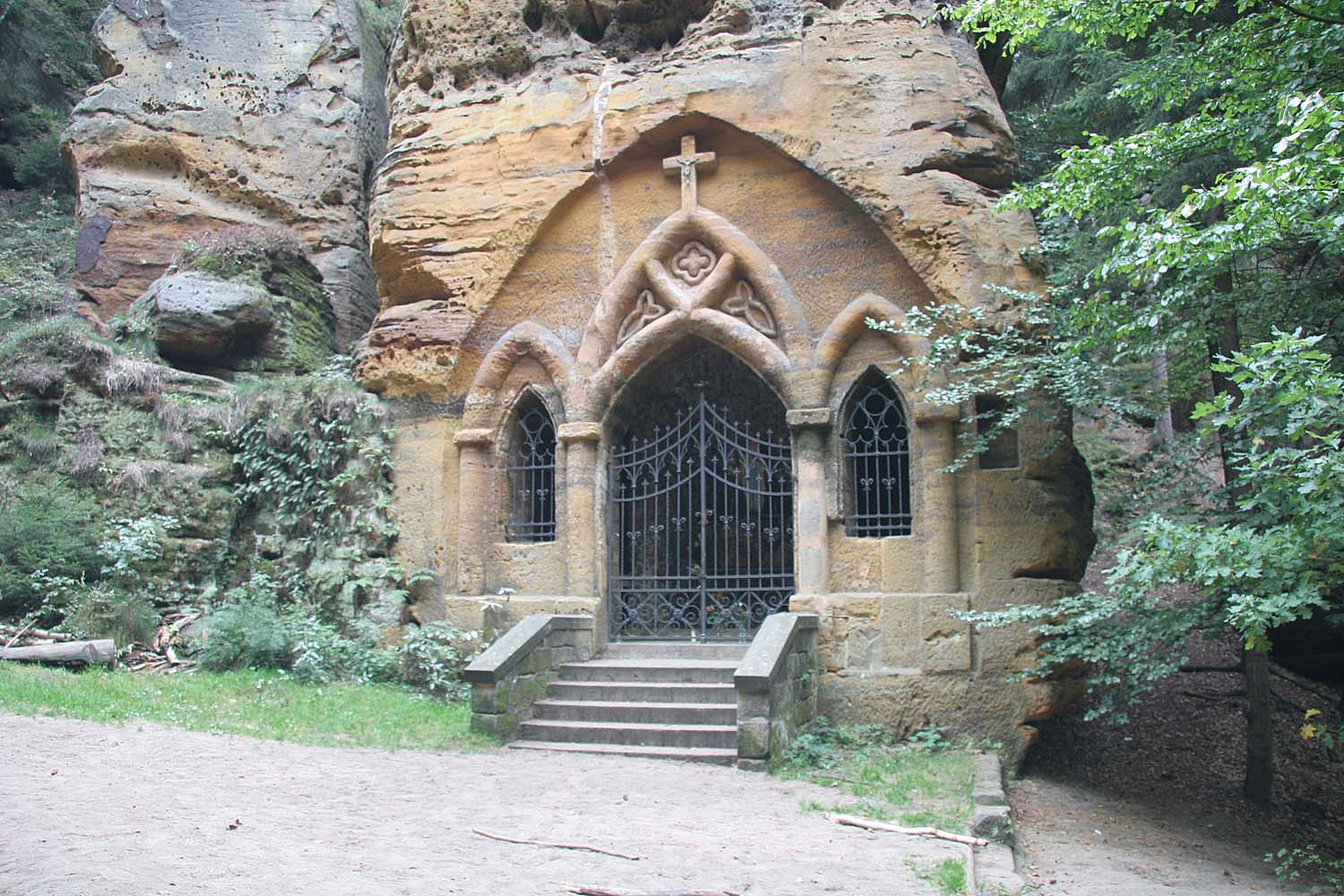
Modlivý důl – Felsenkapelle